# Nick Johnson
Nick Johnson (ur. 22 grudnia 1992 w Gilbert) – amerykański koszykarz, występujący na pozycji obrońcy, aktualnie zawodnik Trefl Sopot.
20 lipca 2015 został wytransferowany do zespołu Denver Nuggets.
5 września 2019 dołączył do tureckiego Türk Telekom Ankara. 30 lipca 2021 zawarł kolejną w karierze umowę z francuskim JSF Nanterre.

## Osiągnięcia
Stan na 30 lipca 2021, na podstawie, o ile nie zaznaczono inaczej.
NCAA
- Uczestnik rozgrywek:
  - Elite 9 turnieju NCAA (2014)
  - Sweet 16 turnieju NCAA (2013, 2014)
- Mistrz sezonu regularnego konferencji Pac-12 (2014)
- Zawodnik roku konferencji Pac-12 (2014)[6]
- Zaliczony do:
  - I składu:
    - All-American (2014)
    - All-Pac-12 (2014)
    - defensywnego Pac-12 (2013, 2014)
    - najlepszych pierwszorocznych zawodników Pac-12 (2012)
    - turnieju:
      - Pac-12 (2014)
      - NIT Season Tip-Off (2014)
- MVP turnieju  Fiesta Bowl Classic (2011)
- NIT Season Tip-Off MOP (2014)

Drużynowe
- Mistrz G-League (2018)[7]
- 4. miejsce podczas mistrzostw Niemiec (2017)
- Finalista pucharu Niemiec (2017)
- Uczestnik rozgrywek międzynarodowych Ligi Mistrzów (2019–2021)

Indywidualne
- MVP finałów G-League (2018)[7]